# Liste de sondages sur les élections fédérales canadiennes de 2011
Cette page dresse la liste des sondages d'opinions relatifs aux élections fédérales canadiennes de 2011.

## À l'échelle nationale

### Pendant la campagne électorale
|  |

| Dernier jour du sondage                                       | PLC  | NPD  | PCC  | BQ  | Vert | Autres | Sondeur    | Échantillon | Marge d'erreur | Source |
| ------------------------------------------------------------- | ---- | ---- | ---- | --- | ---- | ------ | ---------- | ----------- | -------------- | ------ |
| Dernier jour du sondage                                       |      |      |      |     |      |        | Sondeur    | Échantillon | Marge d'erreur | Source |
| Résultats du vote                                             | 39,6 | 30,6 | 18,9 | 6,0 | 3,9  | 1,0    |            |             |                |        |
| 1er mai 2011                                                  | 39   | 31   | 21   | 5   | 4    | 1      | Nanos      | 702         | ± 3,7          | PDF    |
| 1er mai 2011                                                  | 34   | 31   | 21   | 6   | 6    | 2      | Ekos       | 2 876       | ± 1,8          | PDF    |
| 1er mai 2011                                                  | 36   | 30   | 19   | 6   | 6    | NC     | Harris     | 1 035       | ± 3,1          | PDF    |
| 30 avril 2011                                                 | 34   | 34   | 20   | 7   | 4    | 1      | Nanos      | 352         | ± 5,3          | PDF    |
| 29 avril 2011                                                 | 37   | 33   | 19   | 6   | 4    | 0      | Angus Reid | 3 003       | ± 1,8          | PDF    |
| 29 avril 2011                                                 | 37   | 32   | 24   | 4   | 4    | 1      | Nanos      | 353         | ± 5,3          | PDF    |
| 28 avril 2011                                                 | 36   | 31   | 21   | 7   | 4    | 1      | Léger      | 3 521       | ± 1,7          | PDF    |
| 28 avril 2011                                                 | 36   | 31   | 22   | 6   | 4    | NC     | Nanos      | 1 021       | ± 3,1          | PDF    |
| 27 avril 2011                                                 | 37   | 30   | 22   | 6   | 4    | NC     | Nanos      | 1 012       | ± 6,4          | PDF    |
| 25 avril 2011                                                 | 34   | 28   | 24   | 6   | 7    | 1      | Ekos       | 2 350       | ± 2,0          | PDF    |
| 17 avril 2011                                                 | 38   | 22   | 26   | 8   | 5    | 1      | Léger      | 3 534       | ± 1,7          | PDF    |
| 2 avril 2011                                                  | 37   | 18   | 26   | 10  | 8    | 1      | Léger      | 3 549       | ± 1,7          | PDF    |
| Déclenchement officiel des élections fédérales (26 mars 2011) |      |      |      |     |      |        |            |             |                |        |

### Au cours de la 40e législature du Canada
La 40e législature du Canada est en session du 18 novembre 2008 au 26 mars 2011. Sa composition est déterminée par les élections de 2008, tenues le 14 octobre 2008 et s'achève lorsqu'une campagne électorale fédérale est déclenchée le 26 mars 2011 après la dissolution de la législature par le gouverneur général du Canada.
|  |

| Dernier jour du sondage                                                                                                  | PLC | NPD | PCC | BQ | Vert | Autres | Sondeur    | Échantillon | Marge d'erreur | Source |
| --- | --- | --- | --- | -- | ---- | ------ | ---------- | ----------- | -------------- | ------ |
| Dernier jour du sondage                                                                                                  |     |     |     |    |      |        | Sondeur    | Échantillon | Marge d'erreur | Source |
| 10 mars 2011 | 36  | 18  | 23  | 10 | 10   | 3      | Léger      | 2 153       | ± 2,1          | PDF    |
| 3 mai 2010 | 37  | 16  | 33  | 10 | 4    | NC     | Nanos      | 1 003       | ± 3,1          | PDF    |
| 23 mars 2010 | 33  | 16  | 27  | 10 | 10   | 3      | Ekos       | 2 511       | ± 2,0          | PDF    |
| 8 décembre 2009 | 36  | 17  | 27  | 10 | 11   | NC     | Ekos       | 4 800       | ± 1,4          | PDF    |
| 6 octobre 2009 | 40  | 15  | 26  | 10 | 10   | NC     | Ekos       | 3 333       | ± 2,3          | PDF    |
| 25 septembre 2009 | 36  | 17  | 30  | 8  | 8    | 1      | Léger      | 3 602       | ± 1,6          | PDF    |
| 29 juin 2009 | 31  | 16  | 32  | 9  | 12   | NC     | Ekos       | 2 262       | ± 2,3          | PDF    |
| 18 juin 2009 | 34  | 13  | 35  | 10 | 8    | 1      | Ipsos      | 1 000       | ± 3,1          | HTML   |
| 28 mai 2009 | 32  | 15  | 34  | 9  | 10   | NC     | Ekos       | 10 896      | ± 1,0          | PDF    |
| Michael Ignatieff devient chef du Parti libéral (2 mai 2009)                                                             |     |     |     |    |      |        |            |             |                |        |
| 30 avril 2009 | 33  | 13  | 36  | 9  | 8    | 1      | Ipsos      | 1 001       | ± 3,1          | HTML   |
| 30 avril 2009 | 33  | 15  | 36  | 9  | 7    | NC     | Nanos      | 1 001       | ± 3,1          | PDF    |
| 23 mars 2009 | 34  | 14  | 35  | 9  | 6    | 1      | Léger      | 1 508       | ± 2,5          | PDF    |
| 18 mars 2009 | 33  | 13  | 36  | 10 | 8    | NC     | Nanos      | 1 002       | ± 3,3          | PDF    |
| 5 mars 2009 | 37  | 12  | 33  | 10 | 8    | 1      | Ipsos      | 2 002       | ± 2,2          | HTML   |
| 5 février 2009 | 37  | 14  | 31  | 10 | 7    | 1      | Ipsos      | 1 000       | ± 3,1          | HTML   |
| Reprise des travaux au Parlement (26 janvier 2009)                                                                       |     |     |     |    |      |        |            |             |                |        |
| 7 janvier 2009 | 33  | 19  | 34  | 7  | 7    | NC     | Nanos      | 1 003       | ± 3,3          | PDF    |
| 12 décembre 2008 | 37  | 15  | 31  | 9  | 8    | 0      | Angus Reid | 1 004       | ± 3,1          | PDF    |
| 11 décembre 2008 | 45  | 12  | 26  | 10 | 7    | 0      | Ipsos      | 1 001       | ± 3,1          | HTML   |
| Stéphane Dion démissionne de la chefferie du Parti libéral (10 décembre 2008)                                            |     |     |     |    |      |        |            |             |                |        |
| 6 décembre 2008 | 42  | 18  | 22  | 10 | 7    | 1      | Angus Reid | 1 005       | ± 3,1          | PDF    |
| Sur demande du premier ministre, la gouverneure générale proroge le Parlement (4 décembre 2008)                          |     |     |     |    |      |        |            |             |                |        |
| 4 décembre 2008 | 42  | 15  | 24  | 10 | 9    | NC     | Ekos       | 1 502       | ± 2,7          | PDF    |
| 3 décembre 2008 | 44  | 15  | 24  | 9  | 8    | NC     | Ekos       | 2 536       | ± 1,9          | PDF    |
| 3 décembre 2008 | 46  | 13  | 23  | 9  | 8    | 1      | Ipsos      | 1 001       | ± 3,1          | HTML   |
| Le Parti libéral, le NPD et le Bloc soumettent une entente de gouvernement à la gouverneure générale (1er décembre 2008) |     |     |     |    |      |        |            |             |                |        |
| 15 novembre 2008 | 32  | 20  | 30  | 9  | 10   | NC     | Nanos      | 1 000       | ± 3,4          | PDF    |

## Par zone géographique

### Dans les provinces de l'Atlantique
| Dernier jour du sondage                                       | PCC | NPD | PLC | Vert | Autres | Sondeur    | Échantillon | Marge d'erreur | Source |
| ------------------------------------------------------------- | --- | --- | --- | ---- | ------ | ---------- | ----------- | -------------- | ------ |
| Dernier jour du sondage                                       |     |     |     |      |        | Sondeur    | Échantillon | Marge d'erreur | Source |
| 1er mai 2011                                                  | 40  | 28  | 30  | 2    | NC     | Harris     | NC          | NC             | PDF    |
| 1er mai 2011                                                  | 26  | 40  | 28  | 4    | 2      | Ekos       | 314         | ± 5,5          | PDF    |
| 29 avril 2011                                                 | 27  | 46  | 25  | 1    | 1      | Angus Reid | NC          | NC             | PDF    |
| 28 avril 2011                                                 | 34  | 33  | 28  | 4    | 1      | Léger      | 256         | NC             | PDF    |
| 28 avril 2011                                                 | 29  | 26  | 35  | 7    | NC     | Nanos      | 104         | ± 9,8          | PDF    |
| 27 avril 2011                                                 | 29  | 29  | 33  | 5    | NC     | Nanos      | 96          | ± 10,2         | PDF    |
| 25 avril 2011                                                 | 27  | 38  | 28  | 5    | 2      | Ekos       | 179         | ± 7,3          | PDF    |
| 17 avril 2011                                                 | 33  | 29  | 34  | 3    | 1      | Léger      | 261         | ± 5,6          | PDF    |
| 2 avril 2011                                                  | 33  | 24  | 37  | 6    | 0      | Léger      | 334         | ± 5,7          | PDF    |
| Déclenchement officiel des élections fédérales (26 mars 2011) |     |     |     |      |        |            |             |                |        |
| 10 mars 2011                                                  | 28  | 24  | 35  | 12   | 1      | Léger      | 76          | NC             | PDF    |
| 3 mai 2010                                                    | 38  | 18  | 44  | 0    | NC     | Nanos      | 73          | ± 11,7         | PDF    |
| 29 juin 2009                                                  | 21  | 24  | 43  | 12   | NC     | Ekos       | 106         | ± 9,5          | PDF    |
| 28 mai 2009                                                   | 30  | 23  | 39  | 8    | NC     | Ekos       | 522         | ± 4,3          | PDF    |
| 30 avril 2009                                                 | 32  | 24  | 40  | 4    | NC     | Nanos      | 84          | ± 10,9         | PDF    |
| 23 mars 2009                                                  | 31  | 19  | 42  | 8    | 0      | Léger      | NC          | NC             | PDF    |
| 18 mars 2009                                                  | 31  | 19  | 46  | 4    | NC     | Nanos      | 88          | ± 10,6         | PDF    |
| 3 février 2009                                                | 34  | 19  | 47  | 0    | NC     | Nanos      | 81          | ± 11,1         | PDF    |
| 7 janvier 2009                                                | 28  | 22  | 44  | 6    | NC     | Nanos      | 94          | ± 10,3         | PDF    |
| 11 décembre 2008                                              | 35  | 17  | 45  | 1    | 3      | Ipsos      | 57          | NC             | HTML   |
| 3 décembre 2008                                               | 48  | 18  | 25  | 6    | 3      | Ipsos      | 62          | NC             | PDF    |
| 15 novembre 2008                                              | 30  | 32  | 33  | 6    | NC     | Nanos      | 87          | ± 10,7         | PDF    |

### Au Québec
Les intentions de votes au Québec ont été marquées par deux phases :
- Une phase de stabilité entre la fin 2008 et la mi-avril 2011 avec un Bloc québécois en tête des intentions autour de 40 %, le Parti libéral second en déclin à partir de la mi-2009 autour de 25 %, le Parti conservateur et le NPD stables autour de 17 % pour le premier et 12 % pour le second.
- Une vague orange à partir de la mi-avril 2011 où les intentions de votes du NPD augmentent fortement (passant d'environ 15 % au début de la campagne à 40-45 % à la fin de la campagne) au détriment de tous les autres partis fédéraux.

|  |

### En Ontario
| Dernier jour du sondage                                       | PCC  | NPD  | PLC  | Vert | Autres | Sondeur    | Échantillon | Marge d'erreur | Source |
| ------------------------------------------------------------- | ---- | ---- | ---- | ---- | ------ | ---------- | ----------- | -------------- | ------ |
| Dernier jour du sondage                                       |      |      |      |      |        | Sondeur    | Échantillon | Marge d'erreur | Source |
| Résultats du vote                                             | 44,4 | 25,6 | 25,3 | 3,8  | 0,9    |            |             |                |        |
| 1er mai 2011                                                  | 40   | 27   | 28   | 6    | 0      | Ekos       | 1 007       | ± 3,1          | PDF    |
| 29 avril 2011                                                 | 41   | 27   | 26   | 5    | 0      | Angus Reid | NC          | NC             | PDF    |
| 28 avril 2011                                                 | 38   | 30   | 27   | 4    | 1      | Léger      | 928         | NC             | PDF    |
| 28 avril 2011                                                 | 36   | 29   | 30   | 5    | NC     | Nanos      | 310         | ± 5,6          | PDF    |
| 27 avril 2011                                                 | 41   | 26   | 28   | 5    | NC     | Nanos      | 313         | ± 5,6          | PDF    |
| 25 avril 2011                                                 | 37   | 23   | 32   | 7    | 1      | Ekos       | 773         | ± 3,5          | PDF    |
| 17 avril 2011                                                 | 43   | 18   | 34   | 4    | 1      | Léger      | 909         | ± 3,1          | PDF    |
| 2 avril 2011                                                  | 39   | 17   | 34   | 10   | 0      | Léger      | 993         | NC             | PDF    |
| Déclenchement officiel des élections fédérales (26 mars 2011) |      |      |      |      |        |            |             |                |        |
| 10 mars 2011                                                  | 41   | 20   | 27   | 11   | 1      | Léger      | 520         | NC             | PDF    |
| 3 mai 2010                                                    | 39   | 15   | 42   | 5    | NC     | Nanos      | 240         | ± 6,4          | PDF    |
| 25 septembre 2009                                             | 40   | 17   | 34   | 9    | 0      | Léger      | 888         | NC             | PDF    |
| 28 mai 2009                                                   | 34   | 15   | 39   | 11   | NC     | Ekos       | 3 480       | ± 1,7          | PDF    |
| 23 mars 2009                                                  | 35   | 12   | 45   | 8    | 0      | Léger      | NC          | NC             | PDF    |
| 7 janvier 2009                                                | 35   | 16   | 39   | 11   | NC     | Nanos      | 263         | ± 6,1          | PDF    |
| 11 décembre 2008                                              | 50   | 11   | 30   | 10   | 0      | Ipsos      | 351         | NC             | HTML   |
| 4 décembre 2008                                               | 47   | 13   | 29   | 11   | NC     | Ekos       | NC          | ± 4,8          | PDF    |
| 3 décembre 2008                                               | 49   | 14   | 28   | 9    | NC     | Ekos       | NC          | ± 4,1          | PDF    |
| 3 décembre 2008                                               | 50   | 12   | 26   | 10   | 1      | Ipsos      | 354         | NC             | PDF    |
| 15 novembre 2008                                              | 36   | 19   | 36   | 9    | NC     | Nanos      | 268         | ± 6,1          | PDF    |
| Élection de 2008                                              | 39,2 | 18,2 | 33,8 | 8,0  | 0,8    |            |             |                |        |

### Dans les Prairies
| Dernier jour du sondage | PCC | NPD | PLC | Vert | Autres | Sondeur    | Échantillon | Marge d'erreur | Source |
| ----------------------- | --- | --- | --- | ---- | ------ | ---------- | ----------- | -------------- | ------ |
| Dernier jour du sondage |     |     |     |      |        | Sondeur    | Échantillon | Marge d'erreur | Source |
| 1er mai 2011            | 51  | 26  | 17  | 5    | NC     | Harris     | NC          | NC             | PDF    |
| 1er mai 2011            | 42  | 18  | 32  | 8    | 1      | Ekos       | 207         | ± 6,8          | PDF    |
| 29 avril 2011           | 54  | 27  | 14  | 5    | 0      | Angus Reid | NC          | NC             | PDF    |
| 28 avril 2011           | 49  | 30  | 16  | 4    | 1      | Léger      | 361         | NC             | PDF    |
| 25 avril 2011           | 51  | 24  | 17  | 7    | 1      | Ekos       | 188         | ± 7,2          | PDF    |
| 17 avril 2011           | 47  | 27  | 21  | 4    | 1      | Léger      | 358         | ± 4,9          | PDF    |
| 2 avril 2011            | 51  | 18  | 22  | 9    | 0      | Léger      | 334         | ± 5,7          | PDF    |
| 10 mars 2011            | 46  | 20  | 21  | 10   | 3      | Léger      | 109         | NC             | PDF    |
| 28 mai 2009             | 49  | 20  | 22  | 9    | NC     | Ekos       | 584         | ± 4,1          | PDF    |
| 23 mars 2009            | 56  | 15  | 25  | 2    | 2      | Léger      | NC          | NC             | PDF    |
| 11 décembre 2008        | 59  | 20  | 17  | 4    | 0      | Ipsos      | 59          | NC             | HTML   |
| 3 décembre 2008         | 54  | 19  | 15  | 10   | 2      | Ipsos      | 61          | NC             | PDF    |

### En Alberta
| Dernier jour du sondage                                       | PCC  | NPD  | PLC  | Vert | Autres | Sondeur    | Échantillon | Marge d'erreur | Source |
| ------------------------------------------------------------- | ---- | ---- | ---- | ---- | ------ | ---------- | ----------- | -------------- | ------ |
| Dernier jour du sondage                                       |      |      |      |      |        | Sondeur    | Échantillon | Marge d'erreur | Source |
| Résultat du vote                                              | 66,8 | 16,8 | 9,3  | 5,3  | 1,8    |            |             |                |        |
| 1er mai 2011                                                  | 57   | 19   | 11   | 11   | NC     | Harris     | NC          | NC             | PDF    |
| 1er mai 2011                                                  | 59   | 18   | 13   | 8    | 3      | Ekos       | 302         | ± 5,6          | PDF    |
| 29 avril 2011                                                 | 67   | 15   | 11   | 4    | 3      | Angus Reid | NC          | NC             | PDF    |
| 28 avril 2011                                                 | 63   | 18   | 13   | 5    | 1      | Léger      | 374         | NC             | PDF    |
| 25 avril 2011                                                 | 60   | 17   | 16   | 6    | 1      | Ekos       | 290         | ± 5,8          | PDF    |
| 21 avril 2011                                                 | 60   | 14   | 14   | 9    | 3      | Environics | 971         | ± 3,2          | PDF    |
| 17 avril 2011                                                 | 59   | 17   | 17   | 6    | 1      | Léger      | 373         | ± 4,9          | PDF    |
| 2 avril 2011                                                  | 58   | 12   | 18   | 9    | 3      | Léger      | 468         | ± 4,4          | PDF    |
| Déclenchement officiel des élections fédérales (26 mars 2011) |      |      |      |      |        |            |             |                |        |
| 10 mars 2011                                                  | 56   | 11   | 13   | 12   | 8      | Léger      | 109         | NC             | PDF    |
| 28 mai 2009                                                   | 57   | 11   | 22   | 10   | NC     | Ekos       | 917         | ± 3,2          | PDF    |
| 23 mars 2009                                                  | 61   | 13   | 17   | 8    | 1      | Léger      | NC          | NC             | PDF    |
| 11 décembre 2008                                              | 77   | 7    | 10   | 6    | 0      | Ipsos      | 98          | NC             | HTML   |
| 3 décembre 2008                                               | 72   | 8    | 13   | 8    | 0      | Ipsos      | 97          | NC             | PDF    |
| Élection de 2008                                              | 64,6 | 12,7 | 11,4 | 8,8  | 2,5    |            |             |                |        |

### En Colombie-Britannique
| Dernier jour du sondage | PCC  | NPD  | PLC  | Vert | Autres | Sondeur    | Échantillon | Marge d'erreur | Source |
| ----------------------- | ---- | ---- | ---- | ---- | ------ | ---------- | ----------- | -------------- | ------ |
| Dernier jour du sondage |      |      |      |      |        | Sondeur    | Échantillon | Marge d'erreur | Source |
| Résultat du vote        | 45,5 | 32,5 | 13,4 | 7,7  | 0,9    |            |             |                |        |
| 1er mai 2011            | 41   | 35   | 14   | 10   | NC     | Harris     | NC          | NC             | PDF    |
| 1er mai 2011            | 35   | 37   | 15   | 10   | 3      | Ekos       | 340         | ± 5,3          | PDF    |
| 29 avril 2011           | 42   | 39   | 12   | 7    | 0      | Angus Reid | NC          | NC             | PDF    |
| 28 avril 2011           | 42   | 32   | 16   | 9    | 1      | Léger      | 357         | NC             | PDF    |
| 28 avril 2011           | 43   | 35   | 18   | 4    | NC     | Nanos      | 153         | ± 8,0          | PDF    |
| 27 avril 2011           | 45   | 27   | 23   | 4    | NC     | Nanos      | 155         | ± 8,0          | PDF    |
| 25 avril 2011           | 34   | 29   | 25   | 12   | 2      | Ekos       | 297         | ± 5,7          | PDF    |
| Élection de 2008        | 44,4 | 25,0 | 19,3 | 9,4  | 1,9    |            |             |                |        |